# Android Go
Android Go, oficiálně Android (Go edition) je osekaná verze operačního systému Android určená pro nízkorozpočtové a ultrarozpočtové mobilní telefony (používají ji však i některé tablety). Je určena pro mobilní telefony s 3GB paměti RAM nebo méně, a poprvé byla zpřístupněna s vydáním verze systému Android Oreo. Verze Android Go je optimalizovaná tak, aby využívala méně mobilních dat (ve výchozím nastavení je zapnutý režim úspory provozu) a speciální sadu služeb Google navrženou tak, aby spotřebovávala méně zdrojů a sítě. Služby Google Play byly také rozděleny do modulů, aby se snížila paměťová náročnost. Google Play také upozorňuje na odlehčené verze aplikací. Některé z nich, například YouTube Go, byly ukončeny.
Prvním telefonem s předinstalovaným systémem Android Go je Alcatel 1X, který byl vydán v únoru 2018.
Android Go Edition je plánována pro Android 16 a její vydání se očekává v srpnu 2025.

## Verze
Android Go byl zpřístupněn výrobcům OEM pro Android 8.1 a později pro Android Pie.

### Přehled verzí
| Jméno                    | Číslo verze | Datum vydání      | Konec podpory   | Minimálně RAM požadovaný |
| ------------------------ | ----------- | ----------------- | --------------- | ------------------------ |
| Android Oreo(Go edition) | 8.1         | 5. prosince 2017  | 4. října 2021   | 512 MB                   |
| Android Pie(Go edition)  | 9           | 15. srpna 2018    | 7. března 2022  | 512 MB                   |
| Android 10(Go edition)   | 10          | 25. září 2019     | 6. března 2023  | 512 MB                   |
| Android 11(Go edition)   | 11          | 10. září 2020     | 27. března 2024 | 1 GB                     |
| Android 12(Go edition)   | 12          | 14. prosince 2021 | 31. března 2025 | 1 GB                     |
| Android 13(Go edition)   | 13          | 19. října 2022    | Aktuální        | 2 GB                     |
| Android 14(Go edtion)    | 14          | 15. prosince 2023 | Aktuální        | 2 GB                     |
| Android 15(Go edition)   | 15          | 21. března 2025   | Aktuální        | 3 GB                     |
|                          |             |                   |                 |                          |

## Funkce
Android Go 8.1 nemá vestavěnou možnost vysílat obrazovku zařízení na displej Wi-Fi. Zatímco možnost zobrazit obrazovku je dostupná prostřednictvím aplikací, pokud ji podporují (např. YouTube), neexistuje žádný způsob, jak zobrazit obrazovku systému na displeji Wi-Fi.
U Android Go 10 (a starší) nejsou k dispozici ovládání gesty - pouze klasické ovládání třemi tlačítky, a nelze přidat zástupce z prohlížeče Google Chrome na plochu.
U Android Go 11 (a novější) jsou ovládání gesty k dispozici, ale stále nelze přidávat zástupce z prohlížeče Google Chrome na plochu.
Rozhraní operačního systému se liší od rozhraní základního Androidu, v panelu rychlého nastavení jsou více zvýrazněny informace o baterii, limitu mobilních dat a dostupném úložišti, nabídka posledních aplikací má upravené rozložení a je omezena na čtyři aplikace (za účelem snížení spotřeby paměti RAM) a v nabídce nastavení Androidu je zavedeno rozhraní API umožňující mobilním operátorům implementovat sledování dat a dobíjení. Některé systémové služby, jako je přístup k oznámení, rozdělení obrazovky a režim obraz v obraze, jsou kvůli zvýšení výkonu vypnuty.
Většina zařízení se systémem Android Go používá „stockové“ grafické rozhraní systému Android od společnosti Google, ačkoli existuje několik výrobců, kteří stále používají upravené grafické rozhraní.